# Administração Autônoma do Norte e Leste da Síria
A Administração Autônoma do Norte e Leste da Síria (em curdo:  Rêveberiya Xweseriya Demokratîk a Herêma Bakur û Rojhilatê Sûriyê), conhecida coloquialmente como  Curdistão Sírio, Curdistão Ocidental (em curdo:  Rojavayê Kurdistanê ou Rojava (AFI: [roʒɑːˈvɑ], "O Oeste"); em árabe: کردستان السورية Kurdistān as-Sūrīyah), é uma região autônoma de facto situada na porção norte-nordeste da Síria, organizada em três cantões autogovernados: Afrîn, Jazira e Kobanî, além de partes da Região de Shahba.
Embora não seja reconhecida oficialmente pelo governo sírio, é uma república autônoma de fato desde julho de 2012, no contexto da Guerra Civil Síria, sendo, desde então, controlada por milícias locais que adotam um sistema de autonomia baseado nos princípios do Confederalismo Democrático como democracia direta, igualdade de gênero e sustentabilidade.
No dia 17 de março de 2016, sua administração de facto proclamou a fundação de um sistema federalista de governo, a Federação do Norte da Síria – Rojava (Curmânji: Federasyona Bakurê Sûriyê – Rojava, Árabe: منطقة الإدارة الكردية في شمال سوريا‎‎, abreviada como FNS). Apesar de manter algumas relações internacionais, a FNS não é oficialmente reconhecida como autônoma pelo governo da Síria ou por nenhum estado nacional ou organização. As lideranças da FNS consideram sua constituição como um modelo para uma Síria federalista como um todo. O nome oficial da região foi alterado em dezembro de 2016 para Federação Democrática do Norte da Síria (FDNS) (em curdo: Federaliya Demokratîk a Bakûrê Sûriyê‎; em árabe:الفدرالية الديمقراطية لشمال سوريا‎, translit. al-Fidirāliyya al-Dīmuqrāṭiyya li-Šamāl Suriyā; em síriaco: ܦܕܪܐܠܝܘܬ݂ܐ ܕܝܡܩܪܐܛܝܬܐ ܕܓܪܒܝ ܣܘܪܝܐ‎, translit. Federaloyotho Demoqraṭoyto d'Garbay Suriya).
No enredo nacionalista curdo, Rojava é uma das quatro partes de um Grande Curdistão. Entretanto, Rojava é essencialmente e programaticamente multiétnica. Os cantões de Rojava abrigam numerosas populações curdas, árabes, assírias e turcomenas, além de comunidades menores de armênios e circassianos. Essa diversidade se reflete na constituição, sociedade e política de Rojava.
Suas principais cidades são Kobanî, Afrîn, Al Hasakah e Al-Qamishli. Em 2016, a cidade de Mambije passou ao controle curdo.

## Geografia
Rojava localiza-se a oeste do rio Tigre ao longo da fronteira turca. Existem três cantões: Afrîn, Jazira, Kobanî e a Região de Shahba. O Cantão de Jazia faz fronteira com o Curdistão iraquiano ao sudeste. Outras fronteiras estão sob disputa na Guerra Civil Síria. Todos os cantões estão aproximadamente à latitude de 36º30'N, sendo os mesmos relativamente planos, exceto pelas Montanhas Curdas no Cantão de Afrîn.
Em relação às províncias do estado sírio, Rojava é formada pela maior parte do território da província de Al-Hasakah, pelas partes setentrionais da província de Al-Raqqah e por partes setentrionais da província de Aleppo.

## População
Os curdos são a mais numerosa minoria étnica da Síria, compondo 9% dos habitantes do país A maioria deles são muçulmanos sunitas; também há Yazidi na Síria. Um número muito pequeno deles são cristãos e Alauitas. Eles enfrentam discriminação e perseguição rotineira por parte do governo sírio. Muitos curdos buscam autonomia política para as áreas habitadas por eles na Síria, semelhante ao Curdistão iraquiano, ou a independência total.

## História
Rojava engloba uma região conhecida como o Crescente Fértil, possuindo sítios arqueológicos que datam do Neolítico (como Tell Halaf). Na Antiguidade esse território fazia parte do reino Mitani, sendo seu centro o vale do rio Khabur, que atualmente corresponde ao Cantão de Jazira. Após, fez parte da Assíria por um longo período de tempo. Os últimos registros remanescentes do Império Assírio, compreendidos de 604 a.C. a 599 a.C., foram encontrados dentre e nos arredores da cidade assíria de Dūr-Katlimmu, no atual Cantão de Jazira. Posteriormente, a região foi governada pelos Aquêmidas, Helênicos, Arsácidas, Romanos, Partas, Sassânidas, Bizantinos e sucessivos califados árabes.
Durante o Império Otomano (1516 – 1922), grandes grupos tribais falantes da língua curda instalaram-se e foram deportados a áreas do norte da Síria vindos da Ásia Menor.
A demografia do norte da Síria sofreu uma enorme mudança no começo do século XX quando o Império Otomano promoveu uma limpeza étnica de suas populações Armênias e de cristãos Assírios, tendo algumas tribos curdas participado das atrocidades cometidas contra esses grupos. Muitos assírios fugiram para a Síria durante o genocídio e se estabeleceram principalmente na área de Jazira. A partir de 1926, a região viu uma enorme onda de imigrantes curdos decorrente do fracasso da Rebelião do Xeque Said contra as autoridades turcas. Enquanto muitos dos curdos habitam a Síria há séculos, ondas de curdos fugiram de suas casas na Turquia e instalaram-se na Síria, onde a eles foi garantido o acesso à nacionalidade pelo Mandato Francês da Síria. Nas décadas de 30 e 40 do século passado a região presenciou diversos movimentos por autonomia que falharam.

### Domínio de Damasco
A região multiétnica de Rojava sob o domínio sírio sofreu com persistentes políticas do nacionalismo árabe e tentativas de arabização forçada, as quais foram mais brutalmente dirigidas contra a população da etnia curda. A região recebeu poucos investimentos ou desenvolvimento do governo central. Foram elaboradas leis que discriminavam o acesso dos curdos à posse de propriedades e muitos não possuíam cidadania. Propriedades eram constantemente confiscadas por agiotas governamentais. O ensino da língua curda foi proibido e não era permitido nas escolas, comprometendo a educação de estudantes curdos. Nos hospitais faltavam equipamentos para procedimentos avançados e consequentemente os pacientes tinham que ser transferidos para fora de Rojava. Numerosos nomes de locais, antes eram conhecidos em língua curda, foram arabizados nas décadas de 60 e 70. Em seu relatório para a 12ª sessão do Conselho de Direitos Humanos das Nações Unidas denominado Perseguição e Discriminação contra Cidadãos Curdos na Síria, o Alto Comissariado das Nações Unidas para Direitos Humanos sustentou que "Sucessivos governos sírios continuaram a adotar uma política de discriminação étnica e perseguição nacional contra os curdos, privando-os completamente de seus direitos nacionais, democráticos e humanos – uma parte integral da existência humana. O governo impôs programas de base étnica, regulações e medidas excludentes em vários aspectos da vida curda – políticos, econômicos, sociais e culturais".
Em diversas ocasiões o governo sírio arbitrariamente privou indivíduos de etnia curda do acesso à cidadania. O maior desses incidentes foi uma consequência de um censo de 1962, o qual foi posto em prática visando exatamente esse propósito. 120.000 pessoas de etnia curda vieram sua cidadania ser retirada arbitrariamente, tornando-se apátridas. Enquanto outras minorias étnicas na Síria como os armênios, circassianos e assírios receberam permissão para abrir escolas particulares para a educação de seus filhos aos curdos essa concessão foi negada. O status de apátrida era passado aos filhos cujo pai era "apátrida". Em 2010, a Human Rights Watch (HRW) estimou de que o número de cidadãos curdos "apátridas" na Síria era em torno de 300 000.
Em 1973 as autoridades sírias confiscaram 750 km² de terras agrícolas férteis na província de Al-Hasakah, as quais eram propriedade e também cultivadas por dezenas de milhares de cidadãos curdos, sendo entregues a famílias árabes trazidas de outras províncias. Em 2007, em outro esquema na província de Al-Hasakah, 600 km² nos arredores de Al-Malikiyah foram ofertadas a famílias árabes, enquanto dezenas de milhares de habitantes curdos dos povoados foram expulsos. Essas e outras expropriações de cidadãos da etnia curda seguiam um plano diretor chamado "Iniciativa do Cinturão Árabe" que visava despovoar o território rico em recursos de Jazira de seus habitantes curdos e instalar cidadãos de etnia árabe em seus lugares.

### Autonomiade fato

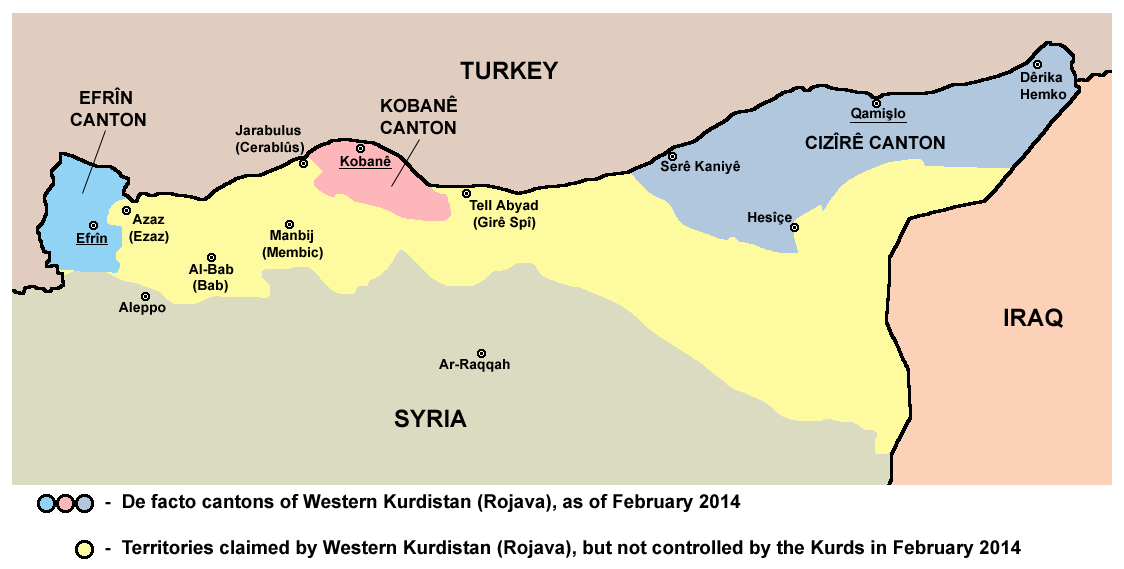
Rojava, 2014

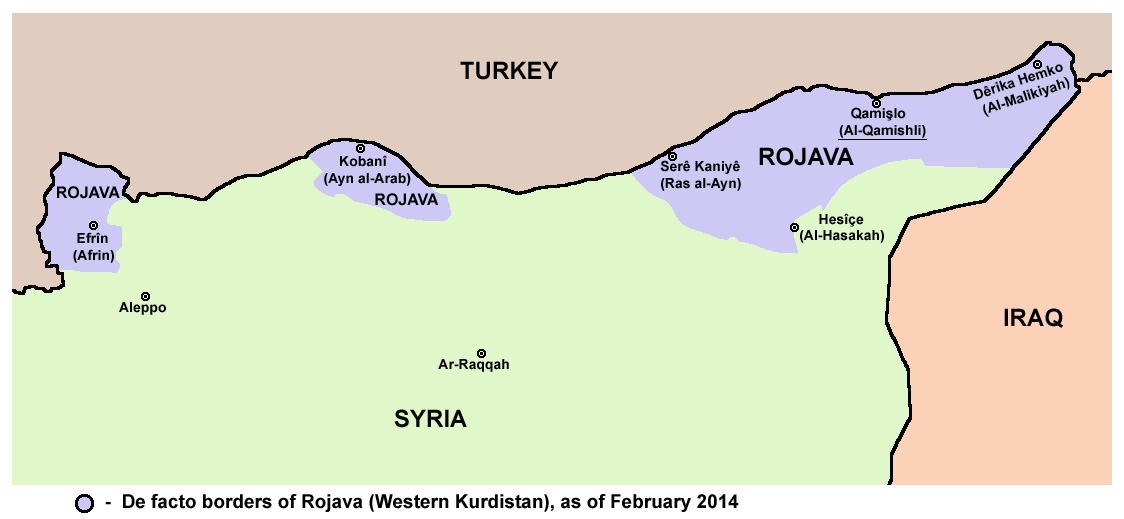
Rojava, 2014

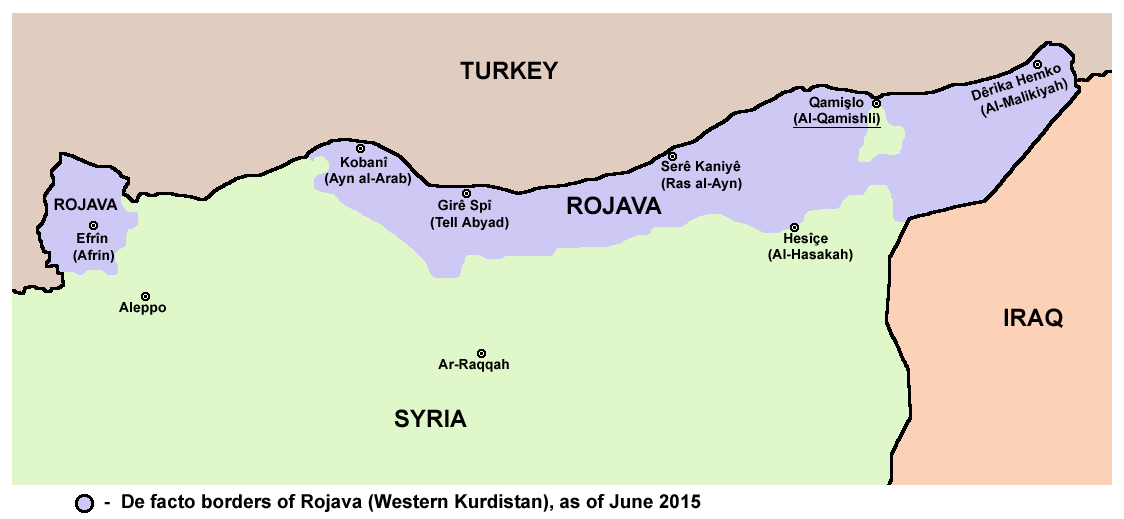
Rojava, 2015

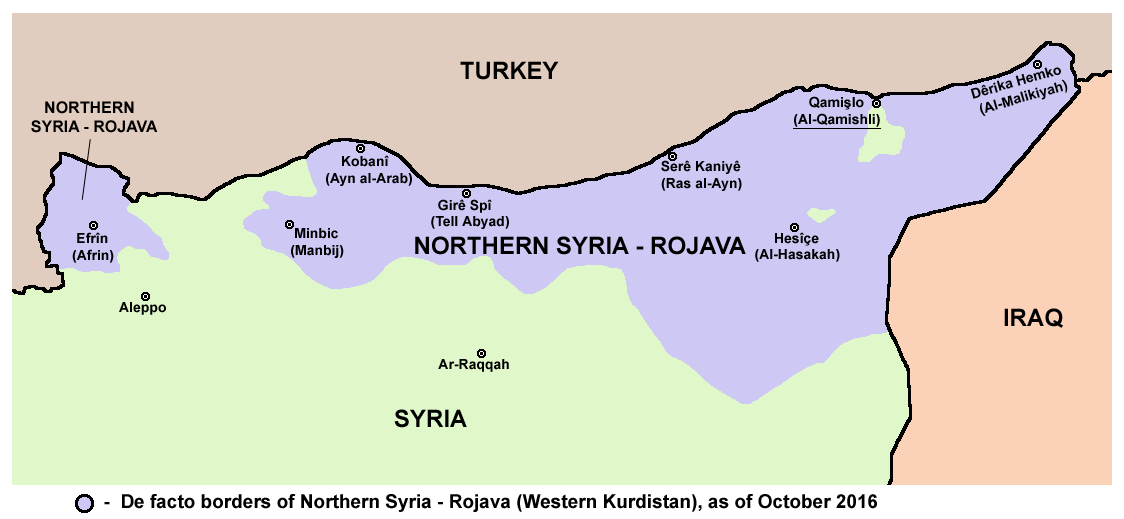
Rojava, 2016

Nas primeiras fases da Guerra Civil Síria, forças do governo sírio retiraram-se de três enclaves curdos, deixando o controle nas mãos das milícias locais em 2012. Partidos políticos curdos que existiam clandestinamente, como o Partido da União Democrática (em língua curda: PYD) e o Conselho Nacional Curdo (em língua curda: ENKS), uniram-se para formar o Comitê Supremo Curdo (em língua curda: DBK) e estabeleceram as Unidades de Proteção Popular (em língua curda: YPG), milícia que defende as áreas habitadas por curdos no norte da Síria. Em julho de 2012 as YPG assumiram o controle das cidades de Kobanî, Amuda e Afrin, tendo o Comitê Supremo Curdo estabelecido um conselho de liderança associada para administrar as cidades. Logo após as cidades de Al-Malikiyah, Ras al-Ayn, al-Darbasiyah, e al-Muabbada também passaram ao controle das Unidades de Proteção Popular, assim como partes de al-Hasakah e Qamishli.
O Comitê Supremo Curdo tornou-se obsoleto quando o Partido da União Democrática (PYD) em 2013 abandonou a coalizão com o Conselho Nacional Curdo (ENKS) pelo objetivo de criar uma sociedade e política baseados em princípios poliétnicos e progressistas em uma mais vasta Rojava que se formava ao norte sírio. A coalizão que organiza os esforços democráticos em Rojava desde então é o Movimento por uma Sociedade Democrática (em língua curda: TEV-DEM), organização essa unida na filosofia política do Confederalismo Democrático. Assembleias populares foram estabelecidas. Em janeiro de 2014, os três cantões de Afrîn, Jazira e Kobanî declararam-se autônomo e a Constituição de Rojava, ainda em caráter provisório, foi aprovada. De setembro de 2014 à primavera de 2015 as forças das YPG no Cantão de Kobanî batalharam e por fim conseguiram repelir um ataque impetuoso feito pelo Estado Islâmico do Iraque e do Levante (ISIL) durante o Cerco a Kobanî. Na ofensiva de Tell Abyad no verão de 2015 o Cantão de Jazira e o Cantão de Kobanî foram interligados.
Em dezembro de 2015, o Conselho Democrático Sírio foi criado. Em janeiro/fevereiro de 2016 a região de Shahba foi fundada e instituições administrativas foram estabelecidas como o quarto cantão. Em 17 de Março de 2016, em uma conferência organizada pelo Movimento para uma Sociedade Democrática (TEV-DEM) em Rmeilan, representantes Turcomenos Sírios, Árabes, Cristãos e Curdos declararam o estabelecimento da Federação do Norte Sírio nas áreas por eles controladas ao Norte da Síria.[carece de fontes?] A declaração foi prontamente repudiada na ocasião pelo governo sírio e pela Coalizão Nacional Síria da Oposição e das Forças Revolucionárias.

## Política

Bandeira da Rojavao

Abdullah Öcalan, um dos líderes do Partido dos Trabalhadores do Curdistão (PKK) preso em İmralı, na Turquia, é um ícone e uma figura popular em Rojava, tendo suas ideias moldado a sociedade e política da região. Na prisão, Öcalan correspondeu-se com Murray Bookchin, anarquista americano criador do conceito da Ecologia Social. O programa político do Municipalismo Libertário de Bookchin que visa a criação de uma confederação de assembleias locais de cidadãos influenciou radicalmente as visões e concepções de Öcalan para solucionar a complexa questão curda. Em março de 2005, Öcalan publicou sua "Declaração do Confederalismo Democrático no Curdistão", baseada nas ideias de Bookchin, conclamando os curdos a interromper ataques ao governo e priorizar a criação assembleias municipais, as quais ele chamou de "democracia sem o estado." Öcalan idealizou essas assembleias como formadoras de uma confederação pan-curda, unida por razões de autodefesa, compartilhando valores como ambientalismo, igualdade de gênero, e pluralismo étnico, cultural e religioso.
As ideias de Bookchin e Öcalan difundiram-se e tiveram grande aceitação em Rojava. Em meio à Guerra Civil Síria, a região construiu um sistema político baseado em uma "Carta do Contrato Social", ratificada como constituição local em 9 de janeiro de 2014. A carta estabelecia que todos os residentes de Rojava devem gozar dos direitos fundamentais de igualdade de gênero e liberdade religiosa nas centenas de comunas nos bairros dos três cantões de Rojava. Ela também estabelece o Direito de propriedade.
Rojava possui uma política de "co-governança" segundo a qual toda função em cada nível administrativo em Rojava inclui uma "mulher com uma autoridade equivalente" a de um homem. Similarmente, as "três principais funções públicas de cada municipalidade devem incluir um árabe, um curdo e um cristão", provendo um equilíbrio étnico que alguns compararam ao sistema confessional libanês. As políticas de Rojava tem sido descritas como dotadas de "aspirações libertárias transnacionais" influenciadas pela guinada política do PKK ao anarquismo, entretanto a região autônoma possui diversas "estruturas tribais, etnico-sectárias, capitalistas e patriarcais".
Rojava se divide em administrações regionais em três cantões Jazira, Kobani, and Afrîn. O modelo de governança de Rojava tem ênfase na gestão local, com comitês eleitos democraticamente para tomar decisões. O poliétnico Movimento por uma Sociedade Democrática (TEV-DEM), liderado pelo Partido de União Democrática (PYD), é a coalizão política que administra Rojava. Ela sucedeu um breve período de transição a partir de 2012, quando o Comitê Supremo Curdo, estabelecido pelo PYD e o Conselho Nacional Curdo (ENKS), como órgão administrativo. De acordo com Zaher Baher, do Grupo de Solidariedade Haringey, o TEV-DEM foi o "órgão mais bem-sucedido" em Rojava porque teve a "determinação e força" para mudar as coisas, tendo incluído muitas pessoas que "acreditam no trabalho voluntário em todos os níveis de trabalho para tornar esse evento/experiência um sucesso".
Em março de 2016, Hediya Yousef e Mansur Selum foram eleitos como co-dirigentes do comitê executivo para a organização de uma constituição para a região, visando substituir a constituição de 2014. Yousef disse que a decisão de estabelecer um governo federal era em grande parte devido à expansão de territórios capturados do Estado Islâmico do Iraque e do Levante: "Agora, após a libertação de muitas áreas, é necessário irmos em direção a um sistema mais amplo e compreensivo que possa abarcar todos os avanços na região, isso também irá fornecer aos grupos direitos para representarem-se e formarem suas próprias administrações". Em julho de 2016, um esboço para a nova constituição foi apresentado, assumindo os princípios gerais progressistas e democrático-confederalistas da constituição de 2014, mencionando todos os grupos étnicos vivendo em Rojava e endereçando a eles seus direitos culturais, políticos e linguísticos. A única ala política dentro de Rojava que se opôs fundamentalmente foi a dos curdos nacionalistas, em particular o ENKS, que quer trilhar um rumo em direção a um estado-nação pan-curdo ao invés de estabelecer uma federação multiétnica como parte da Síria.

### Governo comunitário
Eleições locais ocorreram em março de 2015. Entretanto, o sistema de governo comunitário de Rojava é focado na democracia direta. O sistema tem sido descrito como uma busca por um governo "ascendente, num modelo de gestão democrática baseada no sistema ateniense". Contrasta-se esse modelo que delega às comunidades locais responsabilidades de governo ao sistema de um governo central forte, preferido por muitos países. Naquele modelo, os estados tornam-se menos relevantes e o povo governa através de conselhos. Esse programa tinha o objetivo imediato de ser "muito abrangente" e uma gama de pessoas de diversos contextos se envolveram como os curdos, árabes, assírios, turcomenos sírios e iazidis (vindos de grupos religiosos islâmicos, cristãos e iazidistas). O programa político buscava "estabelecer uma variedade de grupos, comitês e comunas nas ruas, bairros, povoados, distritos e pequenas ou grandes cidades em toda parte". Esses grupos tinham o propósito de manter encontros "semanais para discutir os problemas que as pessoas possuem onde vivem". Os representantes de diferentes grupos comunitários encontram-se num grupo principal nos povoados ou cidades chamado "Casa do Povo". Um repórter do The New York Times relatou em setembro de 2015: 
Para um ex-diplomata como eu considerei aquilo confuso: mantinha-me procurando por uma hierarquia, um lider único ou sinais de uma escala governamental quando, de fato, não havia nenhuma; havia apenas grupos. Não havia nenhuma obediência sufocante ao partido ou uma deferência aduladora ao "chefão" — uma forma de governo muito evidente logo além das fronteiras, na Turquia ao norte e ao Governo Regional do Curdistão ao sul. A assertividade confiante dos jovens era surpreendente."

### Governo dos Cantões
O artigo 8 da constituição de 2014 estipula que "todos os Cantões na Região Autônoma são fundados sobre o princípio do autogoverno local. Os Cantões podem livremente eleger seus representantes e corpos representativos e buscar seus direitos conquanto não contraponham-se aos artigos dessa Carta."
Em janeiro de 2014 a assembleia legislativa do Cantão de Afrîn elegeu Hêvî Îbrahîm Mustefa como primeiro-ministro, que indicou Remzi Şêxmus e Ebdil Hemid Mistefa como seus vices e a assembleia legislativa do Cantão de Kobanî elegeu Enver Müslim como primeiro-ministro, indicando Bêrîvan Hesen e Xalid Birgil como vices. No Cantão de Jazira, a assembleia legislativa elegeu o curdo Akram Hesso como primeiro-ministro e o árabe Hussein Taza Al Azam e a assíria Elizabeth Gawrie como vice-primeiros ministros.
| Cantões de Rojava | Cantões de Rojava | Nome Oficial (língua)                                                   | Primeiros Ministros        | Vice-Primeiros Ministros              | Coalizão no Governo | Coalizão no Governo | Última Eleição    | Próxima Eleição |
| ----------------- | ----------------- | ----------------------------------------------------------------------- | -------------------------- | ------------------------------------- | ------------------- | ------------------- | ----------------- | --------------- |
|                   | Cantão de Afrîn   | Kantona Efrînê (Curdo)                                                  | Hêvî Îbrahîm               | Remzi Şêxmus Ebdil Hemid Mistefa      |                     | TEV-DEM             | Janeiro de 2014   |                 |
|                   | Cantão de Jazira  | مقاطعة الجزيرة (Árabe) Kantona Cizîrê (Curdo) ܟܢܛܢ ܓܨܪܛܐ (Neo-aramaico) | Akram Hesso                | Elizabeth Gawrie Hussein Taza Al Azam |                     | TEV-DEM             | Janeiro de 2014   |                 |
|                   | Cantão de Kobanî  | Kantona Kobaniyê (Curdo)                                                | Enver Muslim               | Bêrîvan Hesen Xalid Birgil            |                     | TEV-DEM             | Janeiro de 2014   |                 |
| Shahba            | Região de Shahba  | مناطق الشهباء (Árabe) Herêma Şehba (Curdo)                              | Ismail Musa                | Mohammed Ahmed KhaddroAyman al-Hafez  |                     | TWDS                | Fevereiro de 2016 |                 |
| Confederation     | Confederação      | المجلس الإتحادي (Árabe) Konseya Federal (Curdo)                         | Hediya Yousef Mansur Selum | —                                     |                     | TEV-DEM             | Março de 2016     |                 |

### Assembleia Federal
Em dezembro de 2015, durante um encontro de representantes do norte da Síria em Al-Malikiyah, os participantes decidiram estabelecer uma Assembleia Federal, a Assembleia Democrática Síria, para servir como representante política das Forças Democráticas Sírias (FDS). Os co-lideranças escolhidas para conduzir a Assembleia na sua fundação foram proeminentes ativistas pelos direitos humanos Haytham Manna e o membro do conselho executivo do TEV-DEM Îlham Ehmed.

### Conselho Federal
Ao nível da federação de Rojava, os ministérios do Conselho Federal lidam com a economia, agricultura, recursos naturais e relações exteriores.
Os ministros são indicados pelo TEV-DEM; eleições gerais foram programadas para ocorrer antes do fim de 2014, mas foram adiadas devido às batalhas. Dentre outras medidas acordadas há uma cota de 40% para participação feminina no governo, assim como outra cota para os jovens. Ligada à decisão de introduzir ações afirmativas para minorias étnicas, todas as organizações governamentais e escritórios são baseados num sistema co-presidencial.
| Nome                      | Partido | Partido                                           | Aliança | Aliança | Cantão | Cantão |
| ------------------------- | ------- | ------------------------------------------------- | ------- | ------- | ------ | ------ |
| Îşûh Gewriyê              |         | Partido da União Siríaca (PUS)                    |         | TEV-DEM |        | Jazira |
| Meram Dawûd               |         | Convenção de Honra e Direitos                     |         |         |        | ?      |
| Îbrahîm El-Hesen          |         | —                                                 |         | —       |        | Kobanî |
| Rojîn Remo                |         | Kongreya Star                                     |         | TEV-DEM |        | —      |
| Hikmet Hebîb              |         | Coalizão Nacional Árabe                           |         |         |        | ?      |
| Bêrîvan Ehmed             |         | —                                                 |         | —       |        | —      |
| Cemal Şêx Baqî            |         | Partido Democrático do Kurdistão na Síria (PDK-S) |         | KNC     |        | ?      |
| Parêzer Elaaddin El-Xalid |         | Aliança Síria Nacional Democrática                |         |         | Shahba | Shahba |
| Salih El-Nebwanî          |         | Movimento Lei–Cidadania–Direitos (QMH)            |         |         |        | ?      |

## Educação, meios de comunicação, cultura

### Educação Escolar
Sob o regime do Partido Ba'ath, a educação escolar consistia apenas de escolas públicas de língua árabe suplementadas por escolas privadas confessionais assírias. A administração de Rojava em 2015 introduziu a educação primária em língua nativa, seja língua curda ou árabe e educação secundária obrigatoriamente bilíngue em língua curda e árabe em escolas públicas, sendo o inglês a terceira língua obrigatória. Há discordâncias e negociações em curso acerca do currículo educacional com o governo central sírio, que em geral continua pagando os professores nas escolas públicas. Para as escolas privadas assírias não houve mudanças além de um recém-redescoberto de pais árabes e curdos em enviar seus filhos para lá. Em agosto de 2016 o Centro Ourhi na cidade de Qamishli foi fundado pela comunidade assíria, para educar professores com o intuito de tornar o siríaco-aramaico uma língua adicional a ser ensinada nas escolas públicas no Cantão de Jazira que começou no ano acadêmico de 2016/17. Nesse ano acadêmico, declara o Comitê de Educação de Rojava, "três currículos acadêmicos substituíram o antigo para incluir educação em três línguas: curdo, árabe e assírio.
As administrações locais, cantonais e federal em Rojava dão muita ênfase na criação de bibliotecas e centros educacionais para facilitar o aprendizado e possibilitar maiores atividades sociais e artísticas. São exemplos o Centro Nahawand para o Desenvolvimento de Talentos das Crianças, criado em 2015 em Amuda, ou a Biblioteca Rodî û Perwîn fundada na cidade de Kobanî em maio de 2016.

### Educação Superior
Enquanto não havia instituições de educação terciária no território de Rojava ao início da Guerra Civil Síria um número crescente de tais instituições foram estabelecidas pelas administrações cantonais na região autônoma desde então.
- Em setembro de 2014 a Faculdade Mesopotâmia de Ciências Sociais em Qamishli foi inaugurada.[85] Outras faculdades planejadas segundo uma filosofia e um conceito acadêmico do socialismo libertário estavam em processo de fundação ou planejamento.[86]

- Em agosto de 2015 a tradicionalmente planejada Universidade de Afrin, em Afrin, começou suas atividades com cursos de engenharia eletromecânica, literatura curda e economia. Em setembro de 2016 novos cursos de medicina humana, jornalismo e engenharia agrícola foram incluídos.[87][88]
- Em julho de 2016 o Conselho de Educação do Cantão de Jazira iniciou a Universidade de Rojava em Qamishli, em cooperação com a Universidade Paris 8, provendo cursos de Medicina, Engenharia, Ciências, Artes e Humanidades. Outros cursos incluem áreas da saúde, petróleo, Ciência da Computação e Engenharia Agrícola; Física, Química, História, Psicologia, Geografia, Matemática, Pedagogia e Literatura Curda.[89][90]
- Em agosto de 2016 as forças de polícia do Cantão de Jazira tomaram controle das partes remanescentes da cidade de Hasakah, incluindo o campus Hasakah da Universidade Al-Furat, de língua curda, e por meio de acordos mútuos a instituição continua a funcionar sob a autoridade do Ministério da Educação Superior do governo de Damasco.

### Meios de comunicação
Tendo incorporado a Declaração Universal dos Direitos Humanos, o Pacto Internacional dos Direitos Civis e Políticos, o Pacto Internacional dos Direitos Econômicos, Sociais e Culturais, assim como outras convenções dos direitos humanos internacionalmente reconhecidas, a Constituição de Rojava de 2014 assegura a liberdade de expressão e liberdade de imprensa. Como resultado, um cenário midiático diverso se desenvolveu em Rojava, produzindo conteúdos nas línguas do território como a língua curda, árabe, siríaco-aramaico e turco, frequentemente sendo utilizada mais de uma língua, assim como em inglês. Dentre os meios de comunicação mais proeminentes em Rojava estão as agências de notícias ANHA e ARA, redes de TV como a Rojava TV e Ronahî TV ou a revista bimensal Nudem. Diversos jornais locais foram criados. Dificuldades, porém, de ordem econômica pressionam as mídias, como o fechamento do site de notícias Welati em maio de 2016. O extremismo político incitado pelo contexto da Guerra Civil Síria pode colocar os meios de comunicação sob pressão, sendo um dos exemplos mais emblemáticos o incêndio criminoso provocado nas instalações da ARTA FM em Amuda por agressores não identificados.
A mídia internacional e jornalistas operam com poucas restrições em Rojava, a única região da Síria onde eles podem operar com maior liberdade. Consequentemente, um grande número de reportagens foram feitas em Rojava, inclusive documentários de grandes redes como a BBC e Sky1.
Em geral as conexões de internet em Rojava são muito lentas devido à falta de uma infraestrutura adequada.

### Artes
O salto nas liberdades políticas e sociais com a criação de Rojava fomentou o germinar da expressão artística na região, em especial com o tema da revolução política e social assim também com respeito às tradições curdas.

## Economia

### Desenvolvimento
Em 2012 o PYD lançou o que era então originalmente chamado por Plano de Economia Social, posteriormente renomeado como Plano de Economia Popular (PEP). As políticas da PEP são baseadas primariamente sobre o trabalho de Abdullah Öcalan e buscam como objetivo final transpor o capitalismo, substituindo-o pelo Confederalismo Democrático.
A propriedade privada e empreendedorismo são protegidos sobre o princípio da "posse pelo uso", embora devam estar de acordo à vontade democrática dos conselhos organizados localmente. O dr. Dara Kurdaxi, economista de Rojava, disse que "O método de Rojava não é tão contrário à propriedade privada, mas sim tem o objetivo de colocar a propriedade privada ao serviço de todos os povos que vivem em Rojava".
A iniciativa privada em Rojava é relativamente pequena, estado o foco na expansão do modo de produção baseado na posse social e na gestão de recursos através das comunas e coletivos. Algumas centenas de unidades baseadas na agricultura coletiva tem surgido em cidades e aldeias em todos os três cantões. Cada comuna consiste em média de 25 a 30 pessoas. De acordo com o Ministério das Finanças, aproximadamente três quartos de toda a propriedade foi colocada sob a posse da comunidade e um terço da produção tem sido transferida à gestão direta feita pelos conselhos de trabalhadores.
Não existem impostos sobre o povo ou as empresas em Rojava. Como alternativa, dinheiro é angariado através de travessias de fronteira e vendendo petróleo ou outros recursos naturais. Em maio de 2016, o The Wall Street Journal noticiou que comerciantes na Síria consideram Rojava como "o único lugar onde não são forçados a pagar suborno".
Os controles de preços são administrados pelos comitês democráticos em cada cantão que pode definir o preço de bens básicos como comida e medicamentos. Esse mecanismo também pode ser usado para controlar a produção pública para, por exemplo, produzir mais trigo visando manter os preços baixos para bens importantes.
A economia de Rojava, em geral, tem experimentado uma destruição menor advinda da Guerra Civil Síria que outras partes do país e tem administrado os desafios dessas circunstâncias comparativamente bem. Em maio de 2016 Ahmed Yousef, chefe do Corpo Econômico e reitor da Universidade de Afrîn estimou certa vez que a produção econômica de Rojava (incluindo a agricultura, indústria e petróleo) foram responsáveis por aproximadamente 55% do PIB sírio.

### Recursos e relações exteriores
O governo está em busca de investimentos externos para construir uma usina e uma fábrica de fertilizantes.
A produção de petróleo e comida excede a demanda, sendo exportados petróleo e bens agrícolas como ovinos, grãos e algodão. As importações incluem bens de consumo e peças automotivas. A travessia de fronteira com o Curdistão Iraquiano, fechada intermitentemente pelo Governo Regional do Curdistão, foi reaberta em 10 de junho de 2016. A Turquia não permite que negócios, pessoas ou bens atravessem sua fronteira, embora Rojava tenha o interesse da reabertura da fronteira. O comércio assim como o acesso à ajuda militar e humanitária é dificultada por Rojava estar sob um forte embargo mantido pela Turquia.
Antes da guerra, a província de Al-Hasakah estava produzindo em torno de 40 000 barris de petróleo bruto ao dia. Entretanto, durante a guerra a refinaria de petróleo tem trabalhado numa capacidade de apenas 5% devido à ausência de compostos químicos necessários ao refino. Algumas pessoas trabalham em refinarias de petróleo primitivas, o que causa mais poluição.
Em 2014 o governo sírio ainda estava pagando alguns dos funcionários estatais, mas em menor número que antes. O governo de Rojava diz que "nenhum de seus projetos é financiado pelo regime".

## Lei e Segurança

### O sistema legal
As leis civis da Síria são válidas em Rojava, conquanto não entrem em conflito com a Constituição de Rojava. Um exemplo notável de reforma é a lei de status pessoal, a qual, na Síria, ainda se baseia na Charia e é aplicada por Cortes da Charia, tendo substituídas em Rojava pelos princípios estritamente seculares da igualdade absoluta das mulheres sob a lei. Casamentos forçados, assim como a poligamia, foram proibidos, além do casamento de pessoas menores de idade. Pela primeira vez na história síria a união civil está sendo permitida e promovida, inclusive de pessoas de contextos religiosos distintos, um passo significativo em direção a uma sociedade aberta e secular.
Um novo sistema de direito penal tem sido implantando, enfatizando a restauração ao invés da retribuição. A pena de morte foi abolida. Prisões abrigam principalmente aqueles acusados por atividades terroristas ligadas ao Estado Islâmico do Iraque e do Levante e outros grupos extremistas. Um relatório de setembro de 2015 feito pela Anistia Internacional registrou que 400 pessoas estavam encarceradas, que em relação a uma população de 4.6 milhões gera uma taxa de aprisionamentos média de 8,7 pessoas a cada 100.000 habitantes, comparada a uma taxa de 60,0 pessoas a cada 100 000 habitantes em relação a Síria por inteiro, a segunda menor taxa no mundo após San Marino. Entretanto o relatório também notou algumas deficiências no devido processo legal.
Esses novos sistemas de justiça em Rojava refletem o conceito revolucionário do Confederalismo Democrático. Em nível local os cidadãos criam Comitês de Paz e Consenso, que tomam decisões coletivas em relação a delitos leves e processos, similarmente aos comitês separados que resolvem assuntos específicos em relação aos direitos das mulheres como violência doméstica e casamento. Em nível regional os cidadãos (que não necessariamente precisam ser juristas treinados) são eleitos pelos Conselhos do Povo regionais para servirem nas Cortes do Povo compostas por sete membros. Ao próximo nível estão quatro Cortes de Apelação compostas por juristas treinados. A corte de última instância é a Corte Regional, que serve a Rojava como um todo. Distintos e separados desse sistema, a Corte Constitucional elabora decisões acerca da compatibilidade dos atos de governo e procedimentos legais à constituição de Rojava, o chamado Contrato Social.

### Policiamento e forças de segurança
A função de polícia nos cantões de Rojava é realizada pela divisão armada Asayish. A Asayish foi estabelecida em 25 de julho de 2013 com o objetivo de preencher o vácuo de segurança gerado pela saída das forças policiais do regime Ba'ath e com o início da revolução de Rojava. Sob a constituição de Rojava o policiamento é uma competência dos cantões. No todo as forças Asayish dos cantões são formadas por 26 escritórios oficiais que buscam prover segurança e soluções aos problemas sociais. As seis principais unidades da Asayish de Rojava são a Administração dos Pontos de Inspeção, o Comando das Forças Anti-terror (HAT), o Diretório de Inteligência, o Diretório de Crime Organizado, Diretório de Trânsito e Diretório do Tesouro. 218 centros Asayish foram estabelecidos e 385 pontos de inspeção com 10 membros das Asayish em cada ponto foram criados. 105 centros da Asayish protegem a população do Estado Islâmico do Iraque e do Levante nas linhas de frente através de Rojava. Cidades maiores possuem diretórios gerais que são responsáveis por todos os aspectos de segurança, incluindo o controle nas estradas. Cada cantão de Rojava possui um comando das HAT e cada centro Asayish se organiza autonomamente.
Por toda Rojava as Forças Civis de Defesa (HPC) municipais e as Forças de Auto-Defesa (HXP) cantonais também servem à segurança ao nível local. No cantão de Jazira a Asayish é complementada pela polícia assíria Sutoro, que é organizada em cada área de população assíria, provê segurança e soluções aos problemas sociais em colaboração a outras unidades Asayish.
Toda força policial é treinada na resolução pacífica de conflitos assim como teoria feminista antes de receberem acesso a uma arma. Os diretores da academia da polícia Asayish tem dito que o objetivo de longo prazo é fornecer um treinamento a todos os cidadãos de seis semanas antes da eliminação final da polícia.

### Milícias
A milícia defensiva de maior importância em Rojava são as Unidades de Proteção Popular (Yekîneyên Parastina Gel, YPG). As YPG foram fundadas pelo PYD depois dos confrontos em 2004 em Qamishli, mas não estavam ativas até o início da Guerra Civil Síria. Ela está sob o controle do Movimento por uma Sociedade Democrática (TEV-DEM). Outra milícia em estreita relação à Rojava é o Conselho Militar Siríaco (MFS), uma milícia assíria associada ao Partido da União Siríaca. As YPG, o MFS e todas as outras milícias em Rojava, como o Exército dos Revolucionários, com muitos grupos filiados, ou as Forças Al-Sanadid, estão inseridas nas Forças Democráticas Sírias (FDS). Isso também procede para os conselhos militares municipais que tem se estabelecido na Região de Shabha como o Conselho Militar de Mambije, o Conselho Militar de Al-Bab ou o Conselho Militar de Jarablus.
As Forças de Auto-Defesa (HXP) formam uma milícia multiétnica para defesa territorial e a única força de conscrição armada em Rojava. As HXP são localmente recrutadas para defenderem suas áreas municipais e estão sob a responsabilidade e comando dos respectivos cantões de Rojava. Ocasionalmente as unidades HXP tem dado suporte às YPG e às FDS, em geral em operações contra o Estado Islâmico do Iraque e do Levante fora de suas municipalidades e cantões.

### Questões de direitos humanos
No curso da Guerra Civil Síria acusações de supostos crimes de guerra foram também levantadas contra as milícias associadas a Rojava, em especial a membros das Unidades de Proteção Popular (YPG), inclusive em relatórios de 2014 e 2015 da Human Rights Watch e Anistia Internacional, sendo que ambas operam livremente em Rojava. As acusações tem sido compreensivamente debatidas e contestadas tanto pelas YPG quanto por outras organizações de direitos humanos. Os membros das YPG desde setembro de 2015 recebem treinamento de direitos humanos por parte da ONG Geneva Call e outras organizações internacionais.
O governo civil de Rojava tem sido saudado pela imprensa internacional devido aos avanços nos direitos humanos, em especial no sistema legal concernente aos direitos das mulheres e aos direitos de minorias étnicas, com respeito à liberdade de expressão e de imprensa e por abrigar refugiados de outras regiões. A agenda política que busca "quebrar as regulações de honra baseadas em regras tribais e religiosas que aprisionam as mulheres" é controversa nos setores mais conservadores da sociedade. A conscrição obrigatória às Forças de Auto-Defesa (HXP) tem sido interpretada como uma violação de direitos humanos na perspectiva daqueles que consideram as instituições de Rojava como ilegítimas.
Algumas questões permanentes na administração de Rojava concernem os direitos das minorias étnicas. Um dos pontos de contenda é a consequência da política do governo ba'athista sírio de assentar colonos árabes em terras expropriadas de proprietários curdos, em 1973 e 2007. Há clamores persistente para expulsar esses colonos e devolver a terra aos antigos donos curdos que vivem dentre a população curda da região, o que levou à liderança política da Federação de Rojava a pressionar o governo sírio para uma solução compreensiva. Outra questão tem sido a lei de Rojava da "posse pelo uso" sob a qual um proprietário de um imóvel perde esse status se não fizer uso pessoal da propriedade. Em especial na comunidade assíria do Cantão de Jazira, iniciou-se uma oposição persistente. Seguindo declarações anteriores, 16 organizações assírias da região em outubro de 2016 publicaram uma declaração fazendo acusações de confisco de propriedade privada, mudança demográfica e limpeza étnica.

## Demografia
Historicamente, a demografia da região tem sido altamente diversificada. Uma grande mudança na era moderna aconteceu no princípio do século XX devido ao genocídio assírio e o genocídio armênio, quando muitos assírios e armênios fugiram para a Síria a partir da Turquia. Isso seguiu-se à fuga de muitos curdos para a Turquia após a Rebelião do Xeque Said. Outra grande mudança na modernidade foi a política do partido Ba'ath em assentar novas tribos árabes em Rojava. Recentemente, durante a Guerra Civil Síria, a população de Rojava mais que dobrou para aproximadamente 4,6 milhões. Dentre os recém-chegados estão sírios de todas as etnias que fugiram da violência que ocorre em outras regiões da Síria. Muitos cidadãos da etnia árabe vindos do Iraque também fugiram para Rojava.

### Grupos Étnicos
Dois grupos étnicos tem uma presença significativa por toda Rojava
- Os Curdos são um grupo étnico[149] vivendo por toda Rojava, culturalmente e linguisticamente classificados dentre os povos iranianos.[150][151][152] Muitos curdos consideram-se descendentes do antigo povo iraniano dos Medos,[153] usando um calendário datado de 612 a.C. quando a capital assíria de Nínive foi conquistada pelos Medos.[154] Os curdos formam a maioria na maior parte de Rojava. Durante a Guerra Civil Síria muitos curdos que viviam em outras partes do país voltaram às suas terras tradicionais em Rojava.
- Os Árabes formam uma panetnicidade que vive por toda Rojava, em geral utilizando a língua árabe como primeira língua. Englobam nessa etnia tribos beduínas que traçam sua ascendência à Península Árabe assim como aos povos nativos da Síria que foram arabizados. Os árabes formam maioria em algumas partes de Rojava, em especial nas partes ao sul do Cantão de Jazira, no Distrito de Tell Abyad e no Distrito de Azaz. Enquanto na Região de Shabha o termo "árabe" é usado principalmente para aludir aos sírios arabizados, e nos cantões de Kobanî e Jazira se referem em especial à população beduína árabe.

Dois grupos étnicos tem uma presença significativa em certos cantões de Rojava:
- Os Assírios são um grupo etnoreligioso.[155][156] Sua presença na Síria se faz no Cantão de Jazira, em Rojava, em particular nas áreas urbanas (al-Qamishli, al-Hasakah, Ras al-Ayn), no extremo noroeste de Rojava e em vilas ao longo do rio Khabur na área de Tell Tamer. Eles tradicionalmente falam versões das línguas neo-aramaicas.[157] Existem muitos assírios dentre os últimos refugiados de Rojava, fugindo da violência islâmica que ocorre em qualquer parte da Síria, voltando à suas terras de origem.[158] No ambiente político do secularismo multiétnico o movimento de modernização Dawronoye tem uma influência crescente da valorização da identidade assíria no século XXI.[159]
- Os Turcomenos são um grupo étnico com uma grande presença na região de Shahba onde formam maiorias regionais nas áreas rurais desde Azaz e Mare' a Jarabulus, além de uma presença menor no Cantão de Afrin e no Cantão de Kobanî.

Há também outras minorias de menor quantidade de pessoas como Armênios (por toda Rojava) e Circassianos (em Mambije).
- Os Iazidis são um grupo etnoreligioso presente nos cantões de Kobanî, em Afrîn (província de Alepo) e de Jazira (província de Al-Jazira)

### Línguas
Quatro línguas de três famílias linguísticas diferentes são faladas em Rojava:
- Língua Curda (no dialeto Curmânji), uma língua iraniana do noroeste, pertencente à família das línguas indo-européias.
- Árabe (num dos dialetos do árabe iraquiano, o Moslawi, na escrita do árabe moderno padrão), uma das línguas semíticas centrais da família das línguas semíticas.
- Aramaico em suas variantes do neo-aramaico assíria, neo-aramaico caldeia e na variedade turoyo, línguas semíticas do noroeste da família das línguas semíticas.
- Língua Turca (no dialeto dos turcomenos sírios), pertencente à línguas turcomanas.

Para essas quatro línguas são usados três códigos linguísticos diferentes:
- O alfabeto latino para a língua curda e a língua turca
- O alfabeto árabe para a língua árabe
- O alfabeto síriaco para as variantes do aramaico falado em Rojava

### Religião
A maior parte da população curda e árabe em Rojava aderem ao islamismo sunita, enquanto a população assíria geralmente são cristãos ortodoxos síriacos, católicos caldeus ou católicos síriacos. Há também adeptos de outras crenças como o zoroastrismo e o iazidismo. Muitas pessoas em Rojava apoiam o secularismo e o laicismo. O partido dominante PYD e a administração política em Rojava são decididamente seculares e laicistas e, ao contrário da maior parte do Oriente Médio, a religião não é um indicador das identidades sociopolíticas.

### Principais centros populacionais
Essa lista inclui todas as cidades e vilarejos controlados ou reivindicados por Rojava com mais de 10 000 habitantes. O quantitativo populacional está de acordo com o censo sírio de 2004. As cidades em negrito são as capitais de seus respectivos cantões.

## Relações exteriores

### Relações com o governo sírio
Por ora as relações de Rojava com o Estado sírio são determinados pelo contexto da Guerra Civil Síria. Até agora a constituição de Rojava e a constituição da Síria são legalmente incompatíveis com respeito à autoridade legislativa e executiva. A interação prática baseia-se no pragmatismo ad hoc. No âmbito militar combates entre as Unidades de Proteção Popular (YPG) e o exército sírio tem sido esporádicos, sendo que nos casos mais relevantes parte do território ainda sob o controle do governo sírio em Qamishli e al-Hasakah passaram ao controle das YPG. Em algumas campanhas militares, em particular ao norte da província de Alepo e em al-Hasakah, há uma cooperação tácita entre as YPG e das forças governamentais sírias contra forças islâmicas como o ISIS e outras.
 Acreditamos que um sistema federalista é a forma ideal de governo para a Síria. Vemos que em muitas partes do mundo um sistema federalista permite que as pessoas vivam pacificamente e livremente dentro de suas fronteiras territoriais. O povo sírio pode também viver livremente na Síria. Não permitiremos que a Síria seja dividida; tudo que queremos é a democratização da Síria; seus cidadãos devem viver em paz e desfrutar e se alegar da diversidade étnica dos grupos nacionais que habitam o país.
Em março de 2015 o ministro das comunicações da Síria anunciou que o governo considerou reconhecer a autonomia curdadas "dro da lei e da constituição". Apesar da administração de Rojava não ter sido convidada à 3ª Negociação de Paz para a Síria em Genebra e a nenhuma outra das outras anteriores a Federação Russa, que em particular pede por sua inclusão nas negociações, em algum grau levou os posicionamentos políticos de Rojava a tais encontros, como foi registrado no projeto russo de maio de 2016 para uma nova constituição síria. Em outubro de 2016 uma iniciativa russa pela federalização cujo foco estava no norte da Síria foi noticiado, a qual essencialmente solicitava a transformação das atuais instituições da Federação do Norte da Síria – Rojava em instituições legitimas da Síria; também foi noticiada na ocasião a recusa do governo sírio a essa requisição. A elite dominante de Damasco está dividida acerca da questão caso seria possível que o novo modelo de Rojava trabalhasse em paralelo e convergisse ao governo da Síria, beneficiando a ambos, ou se agenda política deveria ser a centralização de todo o poder ao final da guerra civil para viabilizar um confronto total às instituições de Rojava.

### Rojava como assunto transnacional
As transformações sociopolíticas da "Revolução de Rojava" tem atraído uma considerável atenção dos meios de comunicação internacionais, tanto na mídia de maior alcance quanto na mídia progressista de esquerda . David Graeber, no jornal The Guardian, foi um dos primeiros a levantar essa questão num artigo de Outubro de 2014:
A região autônoma de Rojava, como existe hoje, é um dos poucos pontos de luz, embora seja um ponto de luz extremamente brilhante, a emergir da tragédia da revolução síria. Tendo expulsado os agentes do regime de Assad em 2011, e apesar da hostilidade de todos os seus vizinhos, Rojava não apenas manteve sua independência mas também é um notável experimento democrático. Assembleias populares foram criadas como os órgãos deliberativos primordiais; conselhos selecionados com um cuidadoso equilíbrio étnico (em cada município, por exemplo, os três principais cargos devem incluir um curdo, um árabe e um assírio ou armênio cristão, e ao menos um desses três deve ser uma mulher); há conselhos de mulheres e de jovens; e, num notável "eco" das Mujeres Libres (Mulheres Livres) da Espanha, um exército feminista, a chamada milícia "YJA Star" (a "União das Mulheres Livres", o "star" aqui referindo-se à antiga deusa mesopotâmia Istar), que tem tomado frente de uma grande proporção das operações de combate contra as forças do Estado Islâmico.

### A questão curda
O partido político de maior relevância em Rojava, o Partido de União Democrática (PYD) é uma organização integrante da União das Comunidades do Curdistão (KCK). Como as organizações integrantes da KCK nos países vizinhos com minorias curdas autóctones são clandestinas (Turquia, Irã) ou politicamente marginalizadas em comparação a outros partidos curdos (Iraque), a região autônoma de Rojava, administrada pelo PYD, adquiriu o status de modelo para a agenda política da KCK.
Há muita simpatia por Rojava, em especial entre os curdos na Turquia. Durante o cerco a Kobanî, um grande número de curdos étnicos de cidadania turca atravessaram a fronteira e se voluntariaram para a defesa da cidade. Alguns desses ao retornar à Turquia pegaram em armas no conflito curdo-turco, onde novas técnicas adquiridas por eles durante os combates em Kobani trouxeram maior capacidade operacional nos confrontos urbanos na Turquia.
As relações de Rojava com o Governo Regional do Curdistão no Iraque são complexas. Sendo o partido dominante no Curdistão Iraquiano, o Partido Democrático do Curdistão (KDP) vê a si mesmo e seus partidos afiliados curdos em outros países como uma alternativa mais conservadora e nacionalista, antagonizando à KCK e sua agenda política e ideologia. O "sistema sultanista" do Curdistão Iraquiano contrasta-se fortemente ao sistema do Confederalismo Democrático de Rojava.
Como todos os partidos do KCK em geral, o PYD, em especial, é crítico a qualquer forma de nacionalismo, inclusive o nacionalismo curdo. São notáveis as contrastantes diferenças das visões do PYD às do KDP iraquiano e seu partido aliado na Síria, o Conselho Nacional Curdo (ENKS), ambos essencialmente nacionalistas.

### Relações internacionais
O papel mais notável de Rojava na arena internacional é a abrangente cooperação militar de suas milícias feitas sob a édige das Forças Democráticas Sírias (SDF) juntamente aos Estados Unidos e a coalizão internacional contrária ao Estado Islâmico do Iraque e do Levante. Em uma declaração pública em março de 2016, um dia após a declaração da Federação do Norte da Síria – Rojava, o secretario de defesa dos EUA Ashton Carter elogiou as Unidades de Proteção Popular (YPG) de Rojava por terem "provado ser excelentes parceiros nossos em solo na luta contra o ISIS. Somos gratos por isso e pretendemos continuar a agir de tal modo, reconhecendo as complexidades de seu papel regional". Ao final de outubro de 2016 o tenente-coronel do exército dos EUA Stephen Townsend, comandante da coalizão internacional anti-ISIS, disse que as FDS liderariam o ataque planejado à cidade de Raqqa, baluarte e capital do Estado Islâmico do Iraque e do Levante, e que os comandantes das FDS planejariam a operação aconselhados pelas forças estadunidenses e da coalizão. Entretanto, em 7 de Novembro de 2016, quando questionado sobre a federalização da Síria, Mark C. Toner, porta-voz substituto do Departamento de Estado dos EUA disse que "Nós não queremos ver nenhum tipo de federalismo ad hoc ou sistema federalista surgir. Não queremos ver zonas semi-autônomas. A realidade é que assim que territórios são libertados do Daesh você deve ter novamente algum tipo de governo a essas áreas, mas de nenhum modo estamos condenando ou – qualquer tipo, como disse, – de áreas semi-autônomas ad hoc ao norte da Síria".
No campo diplomático Rojava carece de qualquer reconhecimento formal. Apesar de haver uma abrangente atividade por receber os representantes de Rojava e reconhecimento em diversos países, somente a Rússia em uma ocasião deu apoio abertamente à ambição política de Rojava pela Federalização da Síria no campo internacional. Entretanto, a Federação do Norte da Síria – Rojava no curso do ano de 2016 abriu escritórios de representação oficial em Moscou, Estocolmo, Berlim, Paris, Haia, e Oslo. A milícia das YPG possui uma representação oficial em Praga. Um grande número de vozes nos EUA e Europa tem pedido maior reconhecimento formal de Rojava. Tem havido uma notável cooperação internacional nos campos de instituições educacionais e culturais, como o acordo de cooperação da Universidade Paris 8 na recentemente fundada Universidade de Rojava em Qamishli, ou no planejamento pela criação de um centro cultural francês em Amuda.
A Turquia é persistentemente hostil por sentir-se ameaçada pela emergência do território autônomo de Rojava e do encorajamento ao ativismo fomentado pelos revolucionários de Rojava aos curdos na Turquia, trazendo novos elementos ao conflito curdo-turco. Nesse contexto, são vistos como inimigos relevantes à Turquia agora governada pelo Partido da Justiça e Desenvolvimento (AKP) do presidente Recep Erdogan o Partido de União Democrática (PYD) e as YPG por serem membros da rede de organizações ligadas à União das Comunidades do Curdistão (KCK), associação política que também inclui organizações curdas na Turquia, incluindo o Partido dos Trabalhadores do Curdistão (PKK).